# 마들렌 드 스퀴데리
마들렌 드 스퀴데리(프랑스어: Madeleine de Scudéry)는 1607년 11월 15일 르아브르에서 태어나 1701년 6월 2일 파리에서 사망한 프랑스의 여류 작가이다. 스퀴데리의 문학 작품은 프레시오지테 사조의 정점을 보여준다.

## 생애

### 유년기
마들렌 드 스퀴데리는 르아브르 항무장(港務長) 조르주 드 스퀴데리(1613년 사망)와 마들렌 드 마르텔 드 구티메닐(1569-1614)의 딸로 태어났다. 마들렌은 6살에 고아가 되었는데 성직자이던 삼촌이 마들렌과 그녀의 오빠 조르주을 거두어 문학, 무용, 음악을 소개하고, 그들을 궁정에 들어가도록 해준다. 마들렌은 그곳에서 영향력 있는 이들과 만날 기회를 얻으며 1630년대 오텔 드 랑부예의 살롱에 참여하게 된다. 그녀는 오빠를 따라 1640년 파리에 확고히 자리를 잡는다.
스퀴데리는 무용 역시 배웠다. 그녀는 또한 마자랭 추기경의 조카의 가정교사였을 것으로 추측된다..

### 사망
전설에 따르면 스퀴데리는 종부성사 중 사제가 그녀에게 준 십자고상에 입을 맞추며 사망했다고 한다. 그녀는 생니콜라데샹 교회 묘지에 묻혔다. (현 파리 3구)

## 작품
- Ibrahim ou l'illustre Bassa (1641)
- Artamène ou le Grand Cyrus (1649-1653) les 10 volumes sur Gallica
- Clélie, histoire romaine (1654-1660) les 10 volumes sur Gallica
  - Carte de Tendre
- Conversations sur divers sujets
- Conversations nouvelles
- Conversations morales
- Nouvelles Conversations morales
- Entretiens de morale
- Les Femmes Illustres ou les harangues héroïques (1652)
- Célinte (1661) 틀:Gallica
- Mathilde d’Aguilar (1667) 틀:Gallica
- L'esprit de Mademoiselle de Scudéri. Vincent, 1766, édition établie par de La Croix d'après Barbier.

### 참고 문헌
- Marguerite Teillard-Chambon, Madeleine de Scudéry, reine du Tendre, 1934, Édition Armand Colin.
- Oliver Mallick, « Le héros de toutes les saisons » : Herrscherlob und politische Reflexionen in Madeleine de Scudérys Roman La Promenade de Versailles (1669), in : Zeitschrift für Historische Forschung, vol. 41, no. 4 (2014), p. 619–686.

## 같이 보기
- 문학 살롱과 여성, 문학 살롱, 프레시오지테